# Kunstquiz
Kunstquiz er et quizprogram om kunst, der er sendt på DR K siden efteråret 2010. Adrian Hughes er vært. Programmet er en genoplivning af en kunstquiz, som blev sendt på DR i 1980'erne med Per Arnoldi som vært.
Forskellige kunstnere og kunsteksperter quizzer i forskellige runder. De deles i to hold med hver deres holdkaptajn. Bente Scavenius deltog også i den oprindelig kunstquiz og fungerer som holdkaptajn.
Blandt de øvrige deltagere har været Jesper Christiansen, Christina Wilson, Trine Ross, Christine Buhl Andersen, Peter Carlsen, Tore Leifer, Martin Bigum, Peter Carlsen, Gitte Ørskou, Anne-Mette Villumsen, Kasper Nielsen og Jesper Bruun Rasmussen. 
I runden med ultra nærbillede er der zoomet kraftigt ind på et kunstværk, og der zoomes langsom ud, mens de to hold har mulighed for at gætte, hvilket værk, der er tale om. Der gives point for kunstner, årstal og udstillingssted. I tegn og gæt-runden skal en fra holdet tegne en kunstværk, mens resten af holdet skal gætte det. I Mimerunden mimer værten et kendt værk. Det kan være via rekvisitter eller positurer.
I 10. sæson af Natholdet med Kasper Eistrup, der er forsanger i rockbandet Kashmir, som medvært 2015 lavede programmet faste vært, Anders Breinholt, en udgave af Kunstquiz, hvor Hughes deltog som vært, og Eistrup og Breinholdt kæmpede mod hinanden.